# جون جوزيف كيهو
جون جوزيف كيهو هو سياسي كندي، ولد في 28 أغسطس 1891 في كينغ في كندا، وتوفي في 16 أبريل 1967 في تورونتو في كندا. حزبياً، نشط في Co-operative Commonwealth Federation ‏. وقد انتخب عضو برلمان مقاطعة أونتاريو.